# Les Geneveys-sur-Coffrane

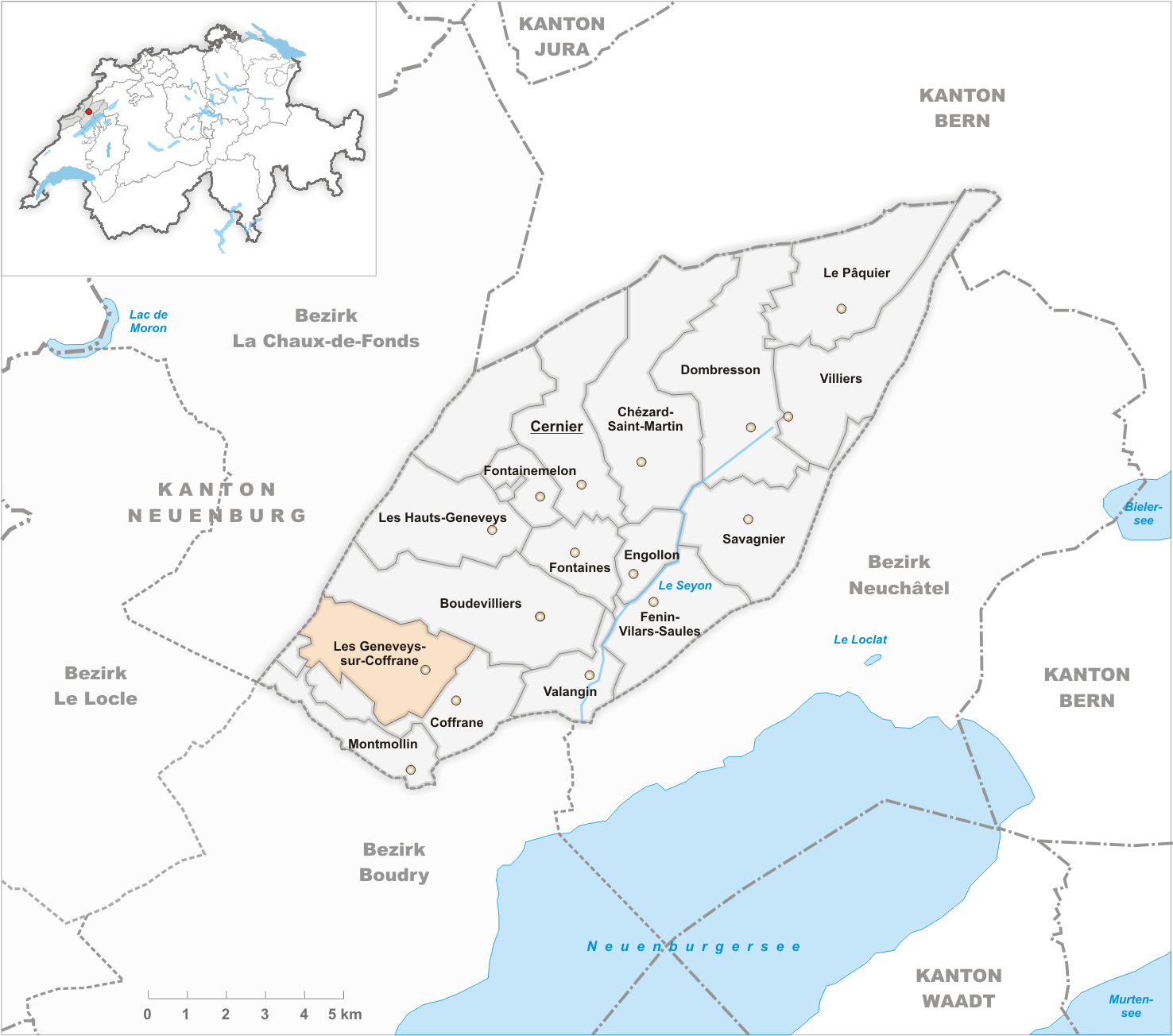
Gemeindestand vor der Fusion am 1. Januar 2013

Les Geneveys-sur-Coffrane war eine politische Gemeinde im Distrikt Val-de-Ruz des Kantons Neuenburg in der Schweiz. Am 1. Januar 2013 fusionierte sie mit den Gemeinden Boudevilliers, Cernier, Chézard-Saint-Martin, Coffrane, Dombresson, Engollon, Fenin-Vilars-Saules, Fontainemelon, Fontaines, Les Hauts-Geneveys, Montmollin, Le Pâquier, Savagnier und Villiers zur neuen Gemeinde  Val-de-Ruz.

## Geographie
Les Geneveys-sur-Coffrane liegt auf 862 m ü. M., sieben Kilometer westnordwestlich der Kantonshauptstadt Neuenburg (Luftlinie). Das Dorf erstreckt sich im Südwesten des Beckens Val de Ruz im Neuenburger Jura, in aussichtsreicher Lage am Ostfuss des Mont Racine.
Die Fläche des 7,9 km² grossen Gemeindegebiets umfasst einen kleinen Abschnitt im Südwesten der Synklinale des Val de Ruz. Der Gemeindeboden erstreckt sich von der landwirtschaftlich genutzten Fläche des Val de Ruz nach Westen über das Waldgebiet La Grande Forêt auf die Antiklinale des Mont Racine. Auf dem Gipfel dieses Berges wird mit 1439 m ü. M. der höchste Punkt der Gemeinde erreicht. Hier befinden sich ausgedehnte Jurahochweiden mit den typischen mächtigen Fichten, die entweder einzeln oder in Gruppen stehen. Ein kleiner Teil der Gemeinde liegt am Westhang des Mont Racine oberhalb der Côtes de Marmoud im Einzugsbereich des Vallée des Ponts. Von der Gemeindefläche entfielen 1997 7 % auf Siedlungen, 40 % auf Wald und Gehölze und 53 % auf Landwirtschaft.
Zu Les Geneveys-sur-Coffrane gehören einige Einzelhöfe auf den Jurahöhen. Nachbargemeinden von Les Geneveys-sur-Coffrane sind Coffrane, Montmollin, La Sagne und Boudevilliers.

Historisches Luftbild aus 1000 m von Walter Mittelholzer von 1927

## Bevölkerung
Mit 1611 Einwohnern (Stand 31. Dezember 2012) gehört Les Geneveys-sur-Coffrane zu den mittelgrossen Gemeinden des Kantons Neuenburg. Von den Bewohnern sind 81,4 % französischsprachig, 6,7 % portugiesischsprachig und 3,2 % italienischsprachig (Stand 2000). Die Bevölkerungszahl von Les Geneveys-sur-Coffrane hat bis 1990 (1480 Einwohner) kontinuierlich zugenommen, seither weist sie nur noch sehr geringe Schwankungen auf.

## Wirtschaft
Les Geneveys-sur-Coffrane war bis Mitte des 19. Jahrhunderts ein hauptsächlich durch die Landwirtschaft geprägtes Dorf. Danach folgte ein wirtschaftlicher Aufschwung durch die Ansiedlung von Betrieben der Uhrmacherei, der Möbelherstellung, einer Ziegelei und einer Brauerei. Nach 1945 erlangten die Uhrenindustrie, der Werkzeugmaschinenbau und das Baugewerbe eine grosse Bedeutung. In den letzten Jahrzehnten hat sich Les Geneveys-sur-Coffrane zur Wohngemeinde entwickelt. Viele Erwerbstätige sind Wegpendler und arbeiten vor allem in Neuenburg oder in La Chaux-de-Fonds. Die Gemeinde ist Sitz des Ausbildungs- und Begegnungszentrums der Neuenburger reformierten Kirche Le Louverain.

## Verkehr
Die Gemeinde liegt abseits der grösseren Durchgangsstrassen an der Kantonsstrasse von Montmollin nach Les Hauts-Geneveys. Am 1. Dezember 1859 wurde die Bahnlinie Neuenburg – La Chaux-de-Fonds mit einem Bahnhof in Les Geneveys-sur-Coffrane eingeweiht. Durch eine Buslinie, die via Boudevilliers und Cernier nach Les Hauts-Geneveys verkehrt, ist die Gemeinde mit den anderen Orten des westlichen Val de Ruz verbunden.

## Geschichte
Der Fund eines Hammerbeils aus der Jungsteinzeit weist auf eine sehr frühe Begehung und Besiedlung des Gemeindegebietes hin. Die erste schriftliche Erwähnung des Ortes erfolgte im Jahr 1370 unter dem Namen Les Genevois sus Corfrano. Die Etymologie des Namens ist umstritten. Während einige Quellen besagen, dass sich hier Ende des 13. Jahrhunderts Emigranten aus Genf niedergelassen hatten, deuten andere Geneveys als Ableitung von genévriers (Wacholder).
Les Geneveys-sur-Coffrane gehörte zur Herrschaft Valangin, die teils den Grafen von Neuenburg, teils den Grafen von Montbéliard unterstand und 1592 endgültig an Neuenburg kam. Seit 1648 war Neuenburg Fürstentum und ab 1707 durch Personalunion mit dem Königreich Preussen verbunden. 1806 wurde das Gebiet an Napoleon I. abgetreten und kam 1815 im Zuge des Wiener Kongresses an die Schweizerische Eidgenossenschaft, wobei die Könige von Preussen bis zum Neuenburgerhandel 1857 auch Fürsten von Neuenburg blieben. Les Geneveys-sur-Coffrane besitzt keine eigene Kirche, die Gemeinde gehört zur Pfarrei Coffrane.